# Mohammed Waheed Hassan
Mohammed Waheed Hassan (tiếng Dhivehi: ޑރ. މުހައްމަދު ވަހީދު ޙަސަން މަނިކު; sinh ngày 3 tháng 1 năm 1953) là một nhà chính trị Maldives. Tháng 2 năm 2012, Mohammed Waheed Hassan đã kế nhiệm Mohamed Nasheed làm Tổng thống Maldives, ông nhậm chức ngày 7 tháng 2 năm 2012, sau các cuộc biểu tình. Ông cũng là Tổng tư lệnh Lực lượng quốc phòng Maldives. 
Ông là Phó tổng thống đầu tiên được bầu của Maldives giai đoạn 2008-2012. Ông là một thành viên cao cấp của UNICEF, trong khi ông làm việc cho Liên Hợp Quốc, là người Maldives giữ cương vị cao cấp nhất tại Liên Hợp Quốc. Mohammed Waheed Hassan là người Maldives đầu tiên có bằng tiến sĩ từ Đại học Stanford.
Ông là con trai của Hassan Ibrahim Maniku và Aishath của Silver Scene ở Malé, thủ đô của Maldives. Do gia đình lớn của mình, ông đã được làm quen với trách nhiệm từ khi còn nhỏ, và với sự hỗ trợ với sự chăm sóc của người em trai và chị em.